# Flugunfall in Osttimor 2003
Der Flugunfall in Osttimor ereignete sich am 31. Januar 2003. Bei dem Unfall verunglückte eine auf dem Flughafen Macau gestartete Iljuschin Il-76TD der laotischen Euro Asia Aviation im Endanflug auf den Flughafen Baucau. Bei dem Unfall kamen alle sechs Insassen ums Leben, die Maschine wurde völlig zerstört.

## Maschine
Die Maschine mit der Werknummer 0053465941 und der Modellseriennummer 49-06 wurde 1986 ursprünglich als militärisches Transportflugzeug des Typs Iljuschin Il-76MD gebaut und mit dem Luftfahrzeugkennzeichen CCCP-76667 an die Luftstreitkräfte der Sowjetunion ausgeliefert. Zu einem nicht näher bekannten Zeitpunkt wurde die Maschine an die Aeroflot weitergegeben. Einige Jahre nach dem Zusammenbruch der Sowjetunion wurde die Maschine 1995 mit dem ukrainischen Kennzeichen UR-76667 auf einen namentlich nicht bekannten Betreiber zugelassen. Im Jahr 2001 übernahm die iranische Atlas Air die Maschine und ließ sie nach einem Umbau zum Flugzeugtyp Iljuschin Il-76TD mit dem Kennzeichen EP-ALK wieder zu. Im Jahr 2002 übernahm die ebenfalls iranische Agram Air die Maschine und betrieb sie mit dem Kennzeichen EP-RAB. Im selben Jahr wurde die Maschine an die laotische Astro Air International übergeben, die unter dem Markennamen Euro Asia Aviation firmierte. Das vierstrahlige Transportflugzeug war mit vier Mantelstromtriebwerken des Typs Solowjow D-30KP Serie 2 ausgestattet. Bis zum Zeitpunkt des Unfalls hatte die Maschine eine Gesamtbetriebsleistung von 2.349 Betriebsstunden absolviert, auf die 1.400 Flugzyklen (= Starts und Landungen) entfielen.

## Insassen und Fracht
Den Flug von Macau nach Baucau hatten sechs Besatzungsmitglieder angetreten, die allesamt russische Staatsangehörige waren. Die Besatzung bestand aus einem Flugkapitän, einem Ersten Offizier, einem Flugingenieur, einem Navigator und zwei Lademeistern. Der Flugkapitän verfügte über 14.500 Stunden Flugerfahrung, wovon 6.800 Stunden auf die Iljuschin Il-76 entfielen.
Die Maschine hatte 31 Tonnen Telekommunikationsausrüstung geladen, die sie für ein portugiesisches Telekommunikationsunternehmen transportierte.

## Unfallhergang
Als sich die Maschine 300 Kilometer vor Baucau befand, wies der Flugkapitän den Ersten Offizier an, Kontakt mit dem Flugverkehrsmanagement von Baucau aufzunehmen. Trotz 25 Versuchen, die der Erste Offizier in den folgenden 23 Minuten unternahm, gelang es ihm nicht, das Flugverkehrsmanagement zu erreichen. Der Navigator funkte daraufhin den Kontrollturm von Baucau an. Ein Fluglotse, der sich vor Ort befand, jedoch nicht im Dienst war, teilte den Piloten mit, dass das Flugverkehrsmanagement von Baucau an diesem Tag nicht verfügbar war und dass die Piloten der Maschine nach eigenem Ermessen entscheiden sollten, ob sie die Maschine auf dem Flughafen landen. Der Navigator bestätigte den Erhalt des Funkspruches, erkundigte sich jedoch nicht nach den Wetterverhältnissen am Flughafen Baucau. Der Flugkapitän steuerte daraufhin die Maschine von der vorgegebenen Route zum Ungerichteten Funkfeuer von Baucau um und ließ sie unterhalb der für eine Entfernung von 10 nautischen Meilen zum Flughafen angegebenen Mindestflughöhe sinken. Er setzte den Sinkflug fort, in der Absicht, einen Nichtpräzisionsanflug auf Landebahn 1 in der niedrigsten sicheren Flughöhe zu unternehmen. Keines der anderen Besatzungsmitglieder kommentierte das Unterschreiten der Sicherheitsflughöhen durch den Kapitän. 
Als sich die Maschine Baucau näherte, beschlossen die Piloten, den Flughafen erst einmal zu überfliegen. Beim Überflug stellten sie fest, dass sich die Landebahn nicht an der Stelle befand, wo sie sie erwartet hatten. Die Unfallermittler stellten später fest, dass dies dem Umstand geschuldet war, dass die Besatzung beim Anflug das ungerichtete Funkfeuer von Baucau nicht als Referenzpunkt genutzt hatte. Stattdessen hätten sie ausgewählte Daten der Instrumentenanflugkarten genutzt, um mithilfe des GPS einen beliebigen Nichtpräzisionsanflug durchzuführen. Hierbei handelte es sich um ein nicht zulässiges Vorgehen. Ferner wurden die Piloten durch fehlerhafte Daten auf ihren Jeppesen-Karten irregeführt.
Der verantwortliche Pilot brach den Landeanflug ab und der Flugnavigator gab an, dass er eine 4-km-Korrektur vornehmen würde, um das Flugzeug für einen zweiten Landeanflug dort zu positionieren, wo seiner Meinung nach die Landebahn lag. Durch die Anwendung der 4-km-Korrektur lieferte der Flugnavigator dem verantwortlichen Piloten ungenaue Daten, was dazu führte, dass das Flugzeug in Richtung eines Punktes etwa 1,65 km (0,88 NM) nordwestlich der tatsächlichen Position der Schwelle der Landebahn 14 neu positioniert wurde. Diese falschen Daten erhöhten die Gefahren des benutzerdefinierten Anflugverfahrens erheblich und das Risiko eines Controlled flight into terrain in dieser Phase des Fluges erhöhte sich erheblich. Als das Flugzeug während des zweiten Landeanflugs auf den endgültigen Anflugkurs ausgerichtet wurde, gab der Flugnavigator an, dass sich das Flugzeug auf der Grundlage seiner Annahme über die Lage der Schwelle der Landebahn 14 weit oben im Anflugprofil befand. Der verantwortliche Pilot erhöhte die Sinkgeschwindigkeit des Flugzeugs auf etwa 18 Meter pro Sekunde (3.543 fpm) und äußerte „Increased“ („Erhöht“).
Keiner der anderen Besatzungsmitglieder äußerte sich zu der hohen Sinkgeschwindigkeit oder machte den verantwortlichen Piloten darauf aufmerksam, dass der Anflug zu diesem Zeitpunkt instabil war.
Der Flugingenieur interpretierte die missverständliche Aussage des Piloten fälschlicherweise als eine Anweisung an ihn, den Triebwerksschub zu erhöhen, und er bewegte die Schubhebel vor. Es dauerte etwa zwei Sekunden, bis der verantwortliche Pilot bemerkte, dass der Triebwerksschub erhöht worden war, und er reagierte mit dem Ruf „Nein, ich habe die Vertikalgeschwindigkeit erhöht“ und reduzierte den Triebwerksschub. Die Maßnahme des Flugingenieurs zur Erhöhung des Triebwerksschubs war für den verantwortlichen Piloten in dieser Phase des Fluges eine erhebliche Ablenkung und lenkte seine Aufmerksamkeit wahrscheinlich von der Hauptaufgabe, das Flugzeug zu fliegen, auf die Wiederherstellung des Schubs auf die richtige Einstellung ab.
Ungefähr zur gleichen Zeit sank das Flugzeug um 162 Meter, was der veröffentlichten Mindestsinkflughöhe einer geradlinigen Landung auf dem NDB-Anflug auf Landebahn 14 entsprach. Weder der verantwortliche Pilot noch der Copilot schienen zu bemerken, dass das Flugzeug unter die Mindestsinkflughöhe gesunken war, wahrscheinlich, weil beide durch die Fehlhandlung des Flugingenieurs abgelenkt waren.
Die hohe Sinkgeschwindigkeit setzte sich bis etwas weniger als zwei Sekunden vor dem Aufprall unkontrolliert fort. Es ist wahrscheinlich, dass der verantwortliche Pilot und der Copilot sich der hohen Sinkgeschwindigkeit nicht bewusst waren, da keiner von ihnen die Fluginstrumente überwachte, während sie nach vorne blickten und versuchten, Sichtkontakt zum Boden herzustellen.
Die Maschine brach beim Aufprall auf den Boden auseinander und ein Brand brach aus. Alle sechs Insassen kamen ums Leben.

## Ursache
Als Unfallursachen benannten die Ermittler eine Vielzahl von Faktoren. So wurde bemängelt, dass das Flugverkehrsmanagement zum Zeitpunkt des Anfluges nicht verfügbar war. Zudem habe etwa die Flugbesatzung die veröffentlichten Standardverfahren für Nichtpräzisionsanflüge, Instrumentenanflüge und/oder Fehlanflüge in Baucau nicht befolgt, obwohl der Flug unter Instrumentenwetterbedingungen stattfand. Stattdessen habe die Flugbesatzung während des Flugs unter Instrumentenwetterbedingungen einen „benutzerdefinierten“ nichtpräzisen Instrumentenanflug auf die Landebahn 14 in Baucau durchgeführt, der nicht den Vorgaben entsprach. Der Flugkapitän sei während des Flugs unter Instrumentenwetterbedingungen unter die auf den Instrumentenanflugkarten für Landebahn 14 von Jeppesen und CAD veröffentlichte Mindesthöhe gesunken. Die Flugbesatzung habe die erhöhte Wahrscheinlichkeit und damit das Risiko eines Controlled flight into terrain nicht erkannt. Ferner habe der Flugkapitän nicht standardgemäße Formulierungen verwendet, wodurch er den Ersten Offizier in die Irre geführt hatte. Außerdem sei das Crew Resource Management im Cockpit unzureichend gewesen, indem sich alle Besatzungsmitglieder zuletzt auf eine Aufgabe konzentrierten. Die Risikofaktoren am Zielort, die Art des Betriebs, das Einsatzgebiet, die Wetterbedingungen und die Nichteinhaltung veröffentlichter Verfahren durch die Flugbesatzung hätten schließlich das Risiko eines Controlled flight into terrain auf dem Flug auf ein überdurchschnittliches Niveau erhöht.